# Sony Alpha 7
Die Sony α7 (intern ILCE-7 = Interchangeable Lens Camera with E-mount 7) ist eine spiegellose, digitale Systemkamera (DSLM) mit Vollformat-Bildsensor und war das erste Gerät dieser Art auf dem Markt. Sie wurde zusammen mit der höher auflösenden Sony α7R im Oktober 2013 angekündigt. Ende November 2014 erschien ihr Nachfolgemodell, die Sony α7 II. Ende Februar 2018 wurde die Sony α7 III vorgestellt. Das neueste Modell, die Sony α7 IV, wurde im Oktober 2021 präsentiert.

## Technische Eigenschaften
Die Sony Alpha 7 hat eine effektive Bildauflösung von 24,3 Megapixeln und verwendet zur Verarbeitung der Bilddaten den Bildprozessor BIONZ X. Das Kameragehäuse besitzt einen E-Mount-Anschluss. Die für diesen verwendbaren Objektive müssen einen eigenen Motor für den Autofokus besitzen. Das Hybrid-Autofokus-System vereint einen Phasendetektionsautofokus mit einem Kontrast-Autofokus. Der Phasendetektionsautofokus hat 117 und der Kontrast-Autofokus 25 Messpunkte. Der eingebaute Monitor und der elektronische Sucher unterstützen Live-View mit Softwarelupe und Fokus-Peaking. Der elektronische Sucher verfügt über eine XGA-Auflösung (1024 × 768 Pixel).
Mittels integriertem Wi-Fi-Modul kann die Kamera, wie auch ihre Nachfolgemodelle, über ein Smartphone oder andere Mobilgeräte ferngesteuert werden. Die Aufnahmen können direkt auf das mobile Endgerät übertragen werden.
Durch die spiegellose Bauweise ist das Gehäuse der α7-Kameras im Vergleich zu digitalen Spiegelreflexkameras relativ klein.

## Modellentwicklung

### α7 II
Ende November 2014 erschien das Nachfolgemodell der α7, die α7 II (intern ILCE-7M2). Es sind zwei größere Veränderungen vorgenommen worden, nämlich ein überarbeiteter und schnellerer Autofokus und ein Fünf-Achsen-Bildstabilisierungs-System, das im Gehäuse verbaut ist und so nicht nur jedes Objektiv stabilisiert, sondern ergänzend auch mit bildstabilisierenden Objektiven kombiniert werden kann. Darüber hinaus wurden das Gehäuse ergonomischer gestaltet und der Bereich der ISO-Werte erhöht (50 – 51.200 statt 100 – 25.600). Für den Videobereich wurden einige Funktionen der Sony α7S übernommen, wie zum Beispiel die standardisierte S-Log2-Technologie für die Beschreibung großer Dynamikumfänge und XAVC-S-Videoaufnahmen.

### α7 III
Im Februar 2018 wurde die α7 III (intern ILCE-7M3) vorgestellt. Die wichtigste Neuerung gegenüber der α7 II ist ein 24 MP Exmor R Bildsensor mit rückwärtiger Belichtung, der einen größeren Anteil des auftreffenden Lichts nutzt. Dies verbessert das Rauschverhalten bei hoher Empfindlichkeit und den Kontrastumfang.
Weitere Neuerungen:
- Autofokus mit 693 Phasen- und 425 Kontrast-Messpunkten, überdeckt 93 % des Bildes (von α9 übernommen)
- verbesserter Bildstabilisator (5 Lichtwerte)
- Serienaufnahmen mit 10 Bildern pro Sekunde
- weitere 4K-Video-Modi
- größerer Akku (wie α9 und α7R III)
- Zwei SD-Karten einsetzbar

### α7 IV

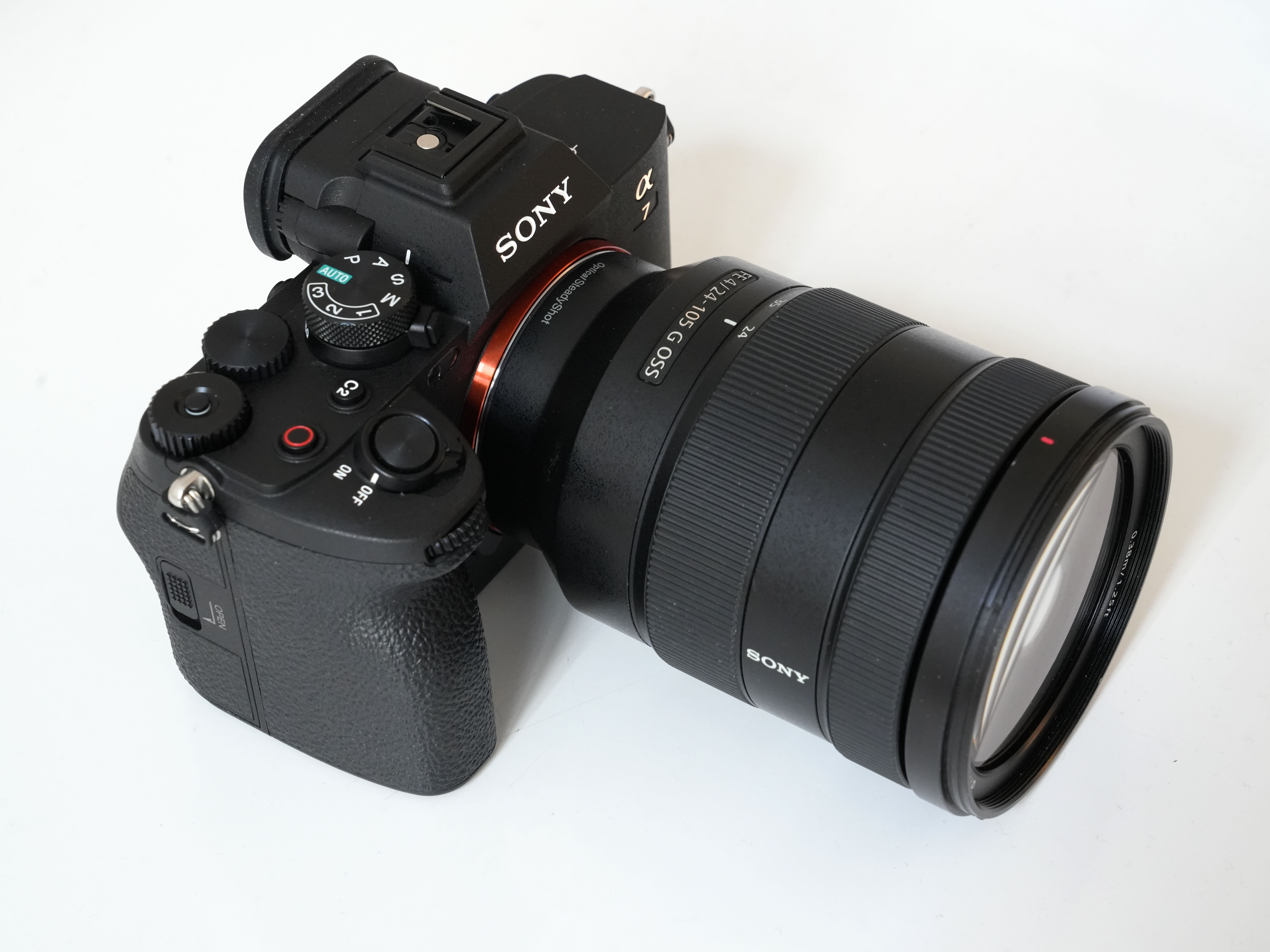
Kameragehäuse der Sony alpha 7 IV mit G-Objektiv 24-105 mm.

Im Oktober 2021 wurde die α7 IV (intern ILCE-7M4) vorgestellt. Der Bildsensor hat nunmehr 33 Megapixel und kann bei einer Bildauflösung von 4K mit 60 Bildern pro Sekunde und bei Full HD mit 120 Bildern pro Sekunde ausgelesen werden. Als Innovation wurde die Funktion Focus Breathing Compensation eingeführt, mit welcher die Variation des Abbildungsmaßstabs beim Einstellen der Entfernung mit geeigneten Objektiven ausgeglichen werden kann. Ferner zeigen Monitor oder elektronischer Sucher optional eine Focus Map an, anhand welcher erkannt werden kann, welche Bildbereiche in der Schärfeebene beziehungsweise davor oder dahinter liegen. Die Augenerkennung für den Autofokus funktioniert nun auch bei schnellen Serienbildaufnahmen und dabei mit menschlichen und tierischen Augen, insbesondere auch bei Vögeln.

## Rezeption
Die Stiftung Warentest ordnete die α7 II im März 2015 mit der Gesamtnote 1,6 (gut) bei den besten Kameras, die die Stiftung Warentest seit 2013 geprüft hat, ein.

## Auszeichnungen
- EISA Award, für das Modell Sony alpha 7 III: „Kamera des Jahres 2018–2019“[9]